# Bud Beynon

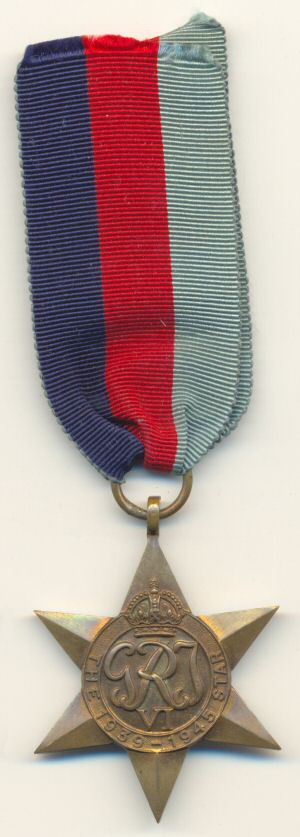
De 1939-1945 Ster.

Willard (Bud) Beynon (Scranton, 2 juni 1923 – 15 februari 2011) was een sergeant in het Amerikaanse leger tijdens de Tweede Wereldoorlog. Hij was waarschijnlijk het langstlevende lid van een Jedburgh-team. Na de oorlog werkte hij voor de politie in Scranton.
Beynon was de zoon van Richard en Nell Beynon. Hij volgde opleidingen aan de Scranton Technical High School, het King's College en de State Police Academy in Hershey.

## Oorlogsjaren
Als radio-operator was Beynon twee keer lid van een Jedburgh-team, in beide gevallen met Arie Bestebreurtje. Als team Clarence werden ze met George Verhaege uit Indiana op 17 september 1944 bij Groesbeek gedropt en aan de Amerikaanse 82e Airborne Division toegevoegd, waar behoefte was aan Nederlandssprekende mensen om contact te maken met het Nederlandse verzet. Bestebreurtje kende de omgeving goed, want in zijn jeugd had hij daar fietsvakanties doorgebracht. Hun actie was zo succesvol dat Bestebreurtje benoemd werd in het Legioen van Verdienste en de Militaire Willems-Orde.
Als team Stanley 2 werden Beynon en Bestebreurtje na afloop van Operatie Market Garden in de omgeving van Nijmegen ingezet. Daar leidden zij (voormalig) verzetsleden op tot Stoottroepen en Bewakingstroepen. Dit Jedburgh-team bestond naast Beynon en Bestebreurtje uit de Britse Jedburgh-kapitein P.C.H. Vickery.
Na de bevrijding ging Beynon als vrijwilliger in dienst van de veiligheidsdienst Office of Strategic Services (OSS) naar China, Birma en India. Jelle Hooiveld beschreef zijn belevenissen in 2010, nadat hij uitvoerige correspondentie met Beynon had gevoerd.

## Na de oorlog
Beynon werkte 42 jaar voor de politie in zijn geboorteplaats Scranton. Hij was de expert op het gebied van beveiliging, de oprichter van het SWAT-team, de Explosievenopruimingsdienst en het duikersteam. Hij ging in 1989 met pensioen.
Beynon was getrouwd met Rachel Allen, die in 1992 overleed. Ze hadden twee kinderen. Bud Beynon overleed op 87-jarige leeftijd.

## Decoraties
- Bronze Star met eikenblad
- 1939-1945 Star (Verenigd Koninkrijk)
- Kruis van Verdienste, KB Nr. 57, op 6 augustus 1946 uitgereikt door prins Bernhard[3]